# Wanghua, Anhui
Wanghua (kinesiska: 王化) är en köping i östra Kina. Den ligger i Funan härad i staden Fuyang i provinsen Anhui, omkring 170 kilometer nordväst om provinshuvudstaden Hefei. Antalet invånare är 26969. Befolkningen består av 12 510 kvinnor och 14 459 män. Barn under 15 år utgör 25,0 %, vuxna 15-64 år 64 %, och äldre över 65 år 10,0 %.